# State Parks in Pennsylvania
Dies ist eine Übersicht über die State Parks im US-Bundesstaat Pennsylvania. Es gibt 120 State Parks im US-Bundesstaat Pennsylvania, (Stand 2012). Das Pennsylvania Bureau of State Parks, eine Abteilung des Pennsylvania Department of Conservation and Natural Resources (DCNR), ist für die Verwaltung der Parks verantwortlich.

## Liste
| - Allegheny Islands State Park - Archbald Pothole State Park - Bald Eagle State Park - Beltzville State Park - Bendigo State Park - Benjamin Rush State Park - Big Pocono State Park - Big Spring State Forest Picnic Area - Black Moshannon State Park - Blue Knob State Park - Boyd Big Tree Preserve Conservation Area - Buchanan’s Birthplace State Park - Bucktail State Park Natural Area - Caledonia State Park - Canoe Creek State Park - Chapman State Park - Cherry Springs State Park - Clear Creek State Park - Codorus State Park - Colonel Denning State Park - Colton Point State Park - Cook Forest State Park - Cowans Gap State Park - Delaware Canal State Park - Denton Hill State Park - Elk State Park - Erie Bluffs State Park - Evansburg State Park - Fort Washington State Park - Fowlers Hollow State Park - Frances Slocum State Park - French Creek State Park - Gifford Pinchot State Park - Gouldsboro State Park - Greenwood Furnace State Park - Hickory Run State Park - Hillman State Park - Hills Creek State Park - Hyner Run State Park - Hyner View State Park - Jacobsburg Environmental Education Center - Jennings Environmental Education Center - Joseph E. Ibberson Conservation Area - Kettle Creek State Park - Keystone State Park - Kings Gap Environmental Education and Training Center - Kinzua Bridge State Park - Kooser State Park - Lackawanna State Park - Laurel Hill State Park - Laurel Mountain State Park - Laurel Ridge State Park - Laurel Summit State Park - Lehigh Gorge State Park - Leonard Harrison State Park - Linn Run State Park - Little Buffalo State Park - Little Pine State Park - Locust Lake State Park - Lyman Run State Park - Marsh Creek State Park - Maurice K. Goddard State Park - McCalls Dam State Park - McConnells Mill State Park - Memorial Lake State Park - Milton State Park | - Mont Alto State Park - Moraine State Park - Mt. Pisgah State Park - Nescopeck State Park - Neshaminy State Park - Nockamixon State Park - Nolde Forest Environmental Education Center - Norristown Farm Park - Ohiopyle State Park - Oil Creek State Park - Ole Bull State Park - Parker Dam State Park - Patterson State Park - Penn-Roosevelt State Park - Pine Grove Furnace State Park - Poe Paddy State Park - Poe Valley State Park - Point State Park - Presque Isle State Park - Prince Gallitzin State Park - Promised Land State Park - Prompton State Park - Prouty Place State Park - Pymatuning State Park - R. B. Winter State Park - Raccoon Creek State Park - Ralph Stover State Park - Ravensburg State Park - Reeds Gap State Park - Ricketts Glen State Park - Ridley Creek State Park - Ryerson Station State Park - S. B. Elliott State Park - Salt Springs State Park - Samuel S. Lewis State Park - Sand Bridge State Park - Shawnee State Park - Shikellamy State Park - Sinnemahoning State Park - Sizerville State Park - Susquehanna State Park - Susquehannock State Park - Swatara State Park - Tobyhanna State Park - Trough Creek State Park - Tuscarora State Park - Tyler State Park - Upper Pine Bottom State Park - Varden Conservation Area - Warriors Path State Park - Whipple Dam State Park - White Clay Creek Preserve - Worlds End State Park - Yellow Creek State Park |